# Dämbaån
Dämbaån, waarvan het laatste stuk bekendstaat onder Hyluån, is een van de (relatief) kleine riviertjes die de Zweedse provincie Gotland rijk is. Het riviertje stroomt echter niet op Gotland zelf, maar op het eiland Fårö. De Dämbaån ontstaat in een moeras op het zuidelijke deel van het eiland en stroomt vervolgens langs het gehucht Dämba, alwaar Ingmar Bergman gewoond heeft en zijn privébioscoop had. Het doet vervolgens het Dämbaträsk (2 meter boven zeeniveau) aan waarna het uiteindelijk bij Hyluvik uitmondt in de Oostzee. De stroomrichting is noord-zuid. Haar lengte is ongeveer 2,5 km, waarvan 900 meter Hyluån. Het stroompje staat in zomers regelmatig droog.